# Coupe de la fédération turque 1957-1958
Navigation
Édition précédente
La saison 1957-1958 est la 2e saison de la coupe de la fédération turque. Le gagnant représente la Turquie pour la Coupe des clubs champions européens 1958-1959. La saison suivante verra les débuts du Championnat de Turquie de football professionnel. Le Beşiktaş, tenant du titre gagne cette deuxième et dernière édition. C'est donc le seul club à avoir gagné cette compétition.

## Formule
38 clubs participent à cette coupe. 20 d'Istanbul, 10 d'Izmir, 8 d'Ankara.

Elles sont répartis en 3 groupes :
- Groupe Istanbul
- Groupe Izmir
- Groupe Ankara

Tout d'abord, il y a deux tours d'éliminations sur un seul match dans chaque groupe.

Il reste alors 16 équipes qui sont réparties en 2 groupes de 8.

Les 4 vainqueurs en match aller-retour de chaque groupe se qualifie pour le tour de poule, ou chaque équipe affronte 2 fois les autres.

Les vainqueurs de chaque poule s'affrontent en finale aller-retour pour déterminer le champion.

## 1ertour

### Istanbul
| Équipe 1      | Score | Équipe 2               |
| Beyoğluspor   | 1-0   | Sariyer Gençlik Kulübü |
| Kasimpaşaspor | 5–0   | Davutpaşa              |
| Vefa          | 4–1   | Beylerbeyi             |
| Beşiktaş      | 8–2   | Feriköy                |

### İzmir
| Équipe 1  | Score | Équipe 2   |
| Karşıyaka | 2-1   | Kültürspor |
| Ülküspor  | 3–2   | Göztepe    |

## 2etour

### Istanbul
| Équipe 1      | Score | Équipe 2             |
| Adalet        | 6-0   | Süleymaniye          |
| İstanbulspor  | 7–1   | Eyüpspor             |
| Beykoz        | 2–0   | Taksim               |
| Beşiktaş      | 1–0   | Yeşildirek           |
| Galatasaray   | 10–0  | Anadolu Üsküdar 1908 |
| Fenerbahçe    | 3–0   | Galata               |
| Vefa          | 5–4   | Beyoğluspor          |
| Kasimpaşaspor | 1–0   | Karagümrük           |

### İzmir
| Équipe 1        | Score | Équipe 2           |
| Ülküspor        | 2–1   | Karşiyaka          |
| Altay İzmir     | 1–0   | Yün Pamuk Mensucat |
| İzmir Demirspor | 3–2   | Izmirspor          |
| Altınordu SK    | 2–0   | Egespor            |

### Ankara
| Équipe 1         | Score | Équipe 2    |
| Ankaragücü       | 2–0   | Otoyıldırım |
| Ankara Demirspor | 3–0   | Hacettepe   |
| Güneşspor        | 2–1   | Yolspor     |
| Gençlerbirliği   | 2–1   | Hilal       |

## 3etour
Les 4 gagnants de chaque groupe disputeront la phase de poules.

### Groupe rouge
| Équipe 1     | Total | Équipe 2         | Aller | Retour | Appui |
| Adalet       | 0–2   | Ankara Demirspor | 0–1   | 0–1    |       |
| İstanbulspor | 5–2   | Altay İzmir      | 2–2   | 0–0    | 3–0   |
| Beşiktaş     | 5–3   | Gençlerbirliği   | 1–2   | 4–1    |       |
| Beykoz       | 2–1   | Altınordu SK     | 2–1   | 0–0    |       |

### Groupe blanc
| Équipe 1      | Total | Équipe 2        | Aller | Retour |
| Galatasaray   | 5–2   | Ankaragücü      | 4–2   | 1–0    |
| Fenerbahçe    | 11–2  | Ülküspor        | 7–2   | 4–0    |
| Kasimpaşaspor | 2–4   | Güneşspor       | 1–1   | 1–3    |
| Vefa          | 4–1   | İzmir Demirspor | 2–1   | 2–0    |

## Phase de groupe

### Groupe rouge

#### Résultats
| Résultats (▼dom., ►ext.)                                   | Beş | İst | Ank | Bey |
| Beşiktaş                                                   |     | 4-2 | 4-1 | 4-1 |
| İstanbulspor                                               | 0-1 |     | 3-1 | 3-1 |
| Ankara Demirspor                                           | 1-0 | 1-0 |     | 2-1 |
| Beykoz                                                     | 0-1 | 0-1 | 3-0 |     |
| - Victoire à domicile - Match nul - Victoire à l'extérieur |     |     |     |     |

#### Classement
| Equipe           | J | V | N | D | BP | BC | Diff | Pts |
| ---------------- | - | - | - | - | -- | -- | ---- | --- |
| Beşiktaş         | 6 | 5 | 0 | 1 | 14 | 5  | +9   | 10  |
| İstanbulspor     | 6 | 3 | 0 | 3 | 9  | 8  | +1   | 6   |
| Ankara Demirspor | 6 | 3 | 0 | 3 | 6  | 11 | −5   | 6   |
| Beykoz           | 6 | 1 | 0 | 5 | 6  | 11 | −5   | 2   |

### Groupe blanc

#### Résultats
| Résultats (▼dom., ►ext.)                                   | Gal | Vef | Fen | Gün |
| Galatasaray                                                |     | 0-0 | 2-3 | 7-0 |
| Vefa                                                       | 0-1 |     | 1-0 | 2-2 |
| Fenerbahçe                                                 | 1-2 | 0-1 |     | 2-0 |
| Güneşspor                                                  | 1-2 | 0-0 | 1-1 |     |
| - Victoire à domicile - Match nul - Victoire à l'extérieur |     |     |     |     |

#### Classement
| Equipe      | J | V | N | D | BP | BD | Diff | Pts |
| ----------- | - | - | - | - | -- | -- | ---- | --- |
| Galatasaray | 6 | 4 | 1 | 1 | 14 | 5  | +9   | 9   |
| Vefa        | 6 | 2 | 3 | 1 | 4  | 3  | +1   | 7   |
| Fenerbahçe  | 6 | 2 | 1 | 3 | 7  | 7  | 0    | 5   |
| Güneşspor   | 6 | 0 | 3 | 3 | 4  | 14 | −10  | 0   |

## Finale
Les 2 manches de la finale ont lieu au Stade Mithatpaşa à Istanbul le 26 et le 29 juin 1958.
| Équipe 1    | Score | Équipe 2 | Aller | Retour |
| Galatasaray | 0–2   | Beşiktaş | 0–1   | 0–1    |

| Vainqueur de la Coupe de la fédération turque 1957-1958 |
| ------------------------------------------------------- |
| Beşiktaş Second Titre                                   |

## Sources et références

### Sources
- (en) Cet article est partiellement ou en totalité issu de l’article de Wikipédia en anglais intitulé « 1957–58 Federation Cup » (voir la liste des auteurs).